# Wanczino
Wanczino (ros. Ванчино) – wieś w Rosji, w rejonie grazowieckim obwodu wołogodzkiego. W 2002 liczyła 2 mieszkańców, do 2010 populacja miejscowości nie uległa zmianie.